# Marika Kilius
Marika Kilius (née le 24 mars 1943 à Francfort-sur-le-Main en Hesse) est une ancienne patineuse artistique allemande. Elle est double médaillée d'argent aux Jeux olympiques et double championne du monde de patinage artistique en catégorie couple.

## Biographie

### Carrière sportive
Marika Kilius commence le patinage à quatre ans. Elle devient championne du monde de patinage artistique à roulettes à l'âge de 15 ans et demi, la plus jeune championne du monde allemande de tous les temps.
Ayant commencé le patinage en individuel, elle s'oriente très tôt vers le patinage par couple. Son premier partenaire est Franz Ningel jusqu'en 1957. Ils vont se hisser à la tête de leur discipline dans leur pays en devenant triples champions d'Allemagne (1955-1956-1957). Ils gagnent également cinq médailles internationales dont l'argent aux championnats du monde en 1957 à Colorado Springs. Ils participent aussi aux Jeux olympiques d'hiver de 1956 à Cortina d'Ampezzo mais terminent au pied du podium.
À partir de 1957, Marika Kilius change de partenaire et patine avec Hans-Jürgen Bäumler sous la tutelle d'Erich Zeller. Entre 1958 et 1964, ils vont remporter quatre fois les championnats d'Allemagne (1958-1959-1963-1964), ce qui porte à sept le nombre de titres nationaux de Marika Kilius. Ils vont également devenir sextuples champions d'Europe et doubles champions du monde en 1963 à Cortina d'Ampezzo et 1964 à Dortmund. Ils obtiennent également deux médailles d'argent olympiques aux Jeux de 1960 à Squaw Valley et Jeux de 1964 à Innsbruck. En 1959, Marika Kilius a été élue personnalité sportive allemande de l'année.

### Reconversion
Le couple quitte le patinage amateur en 1964 après leur deuxième titre de champion du monde. Ils patinent ensuite professionnellement dans la Revue sur glace à Vienne puis dans les spectacles d'"Holiday on Ice".
Les médias allemands se sont toujours intéressés au couple que formaient Marika kilius et Hans-Jürgen Bäumler, non seulement sur le plan sportif mais aussi sur le plan personnel. En 1964, Marika Kilius se marie avec Werner Zahn, fils de propriétaire d'une usine à Francfort-sur-le-Main (les briquets Ibelo). Ce mariage se fait au grand dam du réalisateur Franz Antel qui tourne juste après son film Marika, un super show qui doit présenter le couple Kilius/ Bäumler comme un couple parfait. Le film est néanmoins un succès. En 1967, une suite est même tournée : Das große Glück (Le Grand Bonheur).
Parallèlement à sa carrière de patineuse professionnelle et ses activités d'actrices, Marika Kilius enregistre en 1964 avec Hans-Jürgen Bäumler deux chansons de Schlagers (version allemande de chansons pop): Wenn die Cowboys träumen et Honeymoon in St. Tropez.
En 1966, il a été prouvé que le couple avait signé un contrat professionnel avant les Jeux olympiques de 1964, ce qui était formellement interdit à l'époque. On leur retire donc leur médaille d'argent. Le Comité international olympique retire les charges en 1987 et réhabilite le couple en leur restituant leur médaille et les résultats originaux.
Le mariage avec Werner Zahn se termine en divorce. Elle se marie une seconde fois avec un homme d'affaires américain, Jake Orfield, mais ce mariage subira le même sort que le premier. Elle a deux enfants : Sascha et Melanie Schäfer.
En octobre 2006, elle a participé avec son ancien partenaire de Hans-Jürgen Bäumler au jury de la  RTL-Show Dancing on Ice.

## Palmarès
Avec 2 partenaires:
- Franz Ningel (1953-1957)
- Hans-Jürgen Bäumler (1957-1964)

| Compétition | 1954 | 1955 | 1956 | 1957 |  | 1958 | 1959 | 1960 | 1961 | 1962 | 1963 | 1964 |
| Jeux olympiques d'hiver                                                                                              |      |      | 4e   |      |  |      |      | 2e   |      |      |      | 2e   |
| Championnats du monde                                                                                                |      | 7e   | 3e   | 2e   |  | 6e   | 2e   | 3e   | CA   | F    | 1re  | 1re  |
| Championnats d’Europe                                                                                                |      | 3e   | 3e   | 3e   |  | 5e   | 1re  | 1re  | 1re  | 1re  | 1re  | 1re  |
| Championnats d'Allemagne de l'Ouest                                                                                  | 2e   | 1re  | 1re  | 1re  |  | 1re  | 1re  | 2e   | 2e   | 2e   | 1re  | 1re  |
| Légende : F = Forfait ; CA = Championnats du monde 1961 annulés à cause de la catastrophe aérienne du vol 548 Sabena |      |      |      |      |  |      |      |      |      |      |      |      |

## Documentaire télévisée
Le duel sportif, entre le couple allemand Marika Kilius/ Hans-Jürgen Bäumler et le couple soviétique Ludmila Belousova/ Oleg Protopopov, a fait l'objet d'un documentaire produit par Arte France & Ethan Productions. Le documentaire a été écrit et réalisé par Alexandra Gramatke et Marie Hemmleb en 2005 ; il est intégré à la collection Les grands duels du sport, collection dirigée par Serge Laget et Max Urbini.

## Filmographie
- 1964 : Marika, un super show de Franz Antel
- 1967 : Le Grand Bonheur (Das große Glück) de Franz Antel